# Südsudanesischer Schachverband
Der Südsudanesische Schachverband South Sudan Chess Federation ist die nationale Dachorganisation der Schachspieler im afrikanischen Land Südsudan. Der Verband wurde am 24. März 2014 gegründet und ist seit 2016 Mitglied des Weltschachbundes FIDE. Er hat seinen Sitz in Juba. Präsident ist Jada Albert Modi.
Die erste nationale Schachmeisterschaft wurde im November 2014 – unter der Schirmherrschaft des Ugandischen Schachverbandes – ausgetragen, zu einem Zeitpunkt als der Südsudanesische Schachverband von der FIDE noch nicht anerkannt war. Gewonnen wurde sie mit 10 Punkten aus 11 Partien von Ayuel Deng Cypriano Cyer.
Mit Stand April 2021 hat der Verband neun männliche Spieler mit einer Elo-Zahl über 2000. Spielerinnen sind bislang noch nicht bei der FiDE gelistet.